# ニモラゾール
ニモラゾール（Nimorazole（INN））はニトロイミダゾール系抗感染症薬である 。また、頭頸部癌の治療薬として研究されている。